# Gravastern
Ein Gravastern oder auch Quasi Black Hole Object (QBHO) ist ein hypothetisches Himmelsobjekt. Der Ursprung des englischen Namens „Gravastar“ bedeutet GRAvitational VAcuum STAR.
Nach einer im Jahr 2001 publizierten Hypothese von Pawel Mazur und Emil Mottola soll ein sehr massereicher Stern sich nicht zu einem Schwarzen Loch entwickeln, sondern würde zu einem Gravastern werden. Bei der Entstehung eines (stellaren) Schwarzen Loches kollabiert der Stern unter seiner eigenen Masse und bildet dabei eine punktförmige Singularität ohne räumliche Ausdehnung. Dagegen wird in der Gravastern-Theorie vermutet, dass der Stern nur bis zu einer bestimmten Grenze kollabiert. Der Theorie nach sollen Quanteneffekte eine Art von Phasenübergang in der Raumzeit hervorrufen, wodurch das weitere Verkleinern des Sterns aufgehalten wird.
Mazur und Mottola haben vorgeschlagen, dass die Gravasterntheorie eine Lösung des Informationsparadoxons von Schwarzen Löchern darstellt und dass Gravasterne Quellen für Gammablitze sein könnten. Viele Astrophysiker sind sich jedoch einig, dass man auch weniger spekulative Theorien zur Erklärung dieser Phänomene verwenden kann (siehe Prämisse „Ockhams Rasiermesser“).
Von außen erscheint ein Gravastern ähnlich wie ein Schwarzes Loch – beide sind nur durch hochenergetische Strahlung, die durch auftreffende Materie entsteht, zu entdecken. Astronomen, die den Himmel nach Strahlungssignaturen absuchen, um Schwarze Löcher zu finden, könnten durch die Messungen nicht zwischen Schwarzen Löchern und Gravasternen unterscheiden.
Im Inneren des Gravasterns erzeugt eine Blase aus Dunkler Energie den zur Stabilität nötigen Gegendruck. Die supermassive Wand dieser Blase ist die Quelle der Gravitation des Gravasterns.
Auch wurde in dieser Theorie sogar ein ganzes Gravastern-Universum erwähnt. Dieses hätte nämlich auch eine Erklärung für die Dunkle Energie. Dieses Universum müsste allerdings rotieren oder kleine Wirbel in der Raumzeit enthalten.
Der Gravastern-Theorie wird im Allgemeinen nur wenig Interesse entgegengebracht, da sie auf einer sehr spekulativen Form der Quantengravitation aufbaut und keinen echten Vorteil gegenüber der Theorie der Schwarzen Löcher hat. Des Weiteren gibt es aus der Perspektive der Quantengravitation keine gute Begründung, dass sich der Raum in der Art und Weise verhalten soll, wie Mazur und Mottola es annehmen.
Auch ergeben neuere theoretische Studien, dass eine gleichzeitige Existenz von Gravasternen Schwarze Löcher nicht ausschließt. Somit würden Gravasterne als Alternativmodell keinen hinreichenden Sinn mehr haben.
Ein Sonderfall des Gravasterns, der sich vom Schwarzen Loch dadurch unterscheidet, dass die Masse nicht in der Mitte konzentriert ist, sondern in einer Schale, ist der Schalenkollapsar.